# 680-as busz
A 680-as jelzésű elővárosi autóbusz egy hurokjárat volt Budapest, Népliget autóbusz-pályaudvar és Dunaharaszti között, ami az M5-ös autópálya – Dunaharaszti – Soroksár útvonalon közlekedett. Kizárólag a munkanapi csúcsidőszakokban járt, ellentétes irányban a 681-es jelzéssel közlekedett. A járatot a Volánbusz üzemeltette.

## Története
2022. május 2-án indult a Budapest–Kunszentmiklós-Tass–Kelebia-vasútvonal felújítási munkálatainak ütemváltásával, alternatív utazási lehetőséget kínálva Budapest és Dunaharaszti között a szünetelő vasútforgalom miatt.
2022. augusztus 31-én üzemzárással megszűnt.

## Megállóhelyei
Az átszállási kapcsolatok között az azonos útvonalon közlekedő 679-es, illetve az ellenkező irányban közlekedő 681-es busz nincs feltüntetve.
| 0                                                                      | Budapest, Népliget autóbusz-pályaudvar induló végállomás | |
| Budapest–Dunaharaszti közigazgatási határa                             |                                                          | |
| 20                                                                     | Dunaharaszti, Knézich utca                               | 659 |
| 21                                                                     | Dunaharaszti, Kodály Zoltán utca                         | 659 |
| 22                                                                     | Dunaharaszti, Szent László utca                          | 659 |
| 24                                                                     | Dunaharaszti, Vasútállomás                               | 659 |
| 25                                                                     | Dunaharaszti, Baktay Ervin tér                           | 659 |
| 27                                                                     | Dunaharaszti, Dózsa György út                            | 659 |
| 29                                                                     | Dunaharaszti, HÉV-állomás                                | 653, 654, 655, 659, 660, 661 1110 |
| Dunaharaszti–Budapest közigazgatási határa                             |                                                          | |
| 34                                                                     | Budapest, Orbánhegyi dűlő                                | 135 653, 654, 655, 659 |
| 37                                                                     | Budapest, Soroksár, Hősök tere                           | 66, 66B, 66E, 135, 166 626, 627, 628, 629, 630, 631, 632, 635, 636, 653, 654, 655, 659, 660, 661 1080, 1110 |
| 40                                                                     | Budapest, Festékgyár                                     | 66, 66B, 66E, 166 627, 630, 631, 632, 635, 636, 653, 654, 655, 659, 661 |
| 43                                                                     | Budapest, Pesterzsébet vasútállomás                      | 66, 66B, 119, 151, 166 630, 631, 632, 635, 636, 653, 654, 655, 659, 661 |
| 45                                                                     | Budapest, Pesterzsébet felső                             | 23, 66, 66B, 223M 626, 627, 628, 629, 630, 631, 632, 635, 636, 653, 654, 655, 659, 660, 661 1080, 1110 |
| 48                                                                     | Budapest, Timót utca / Soroksári út                      | 23 627, 630, 631, 632, 635, 636, 653, 654, 655, 659, 661 |
| A szürke hátterű megállóhelyeket kizárólag leszállás céljából érintik. |                                                          | |
| 52                                                                     | Budapest, Közvágóhíd (Kvassay Jenő út)                   | 1, 2, 24 23, 23E, 54, 55, 179, 223M |
| 54                                                                     | Budapest, Mester utca / Könyves Kálmán körút             | 1, 2B, 51, 51A 281 |
| 58                                                                     | Budapest, Népliget autóbusz-pályaudvar érkező végállomás | M3, M30 1, 1M 254E 607, 608, 626, 628, 629, 630, 631, 632, 633, 635, 636, 653, 654, 655, 656, 657, 658, 659, 660, 661, 705 1080, 1081, 1085, 1087, 1090, 1092, 1094, 1110, 1111, 1113, 1115, 1120, 1121, 1125, 1131, 1134, 1136, 1172, 1173, 1174, 1175, 1176, 1177, 1183, 1184, 1185, 1188, 1190, 1193, 1194, 1201, 1205, 1212, 1215, 1216, 1229, 1251, 1253, 1254, 1257, 1268 |